# (1378) Leonce
(1378) Leonce ist ein Asteroid des Hauptgürtels, der am 21. Februar 1936 von dem belgischen Astronomen Fernand Rigaux in Ukkel entdeckt wurde.
Der Asteroid ist nach Léonce Rigaux, dem Vater des Entdeckers benannt.